# Ishtaran

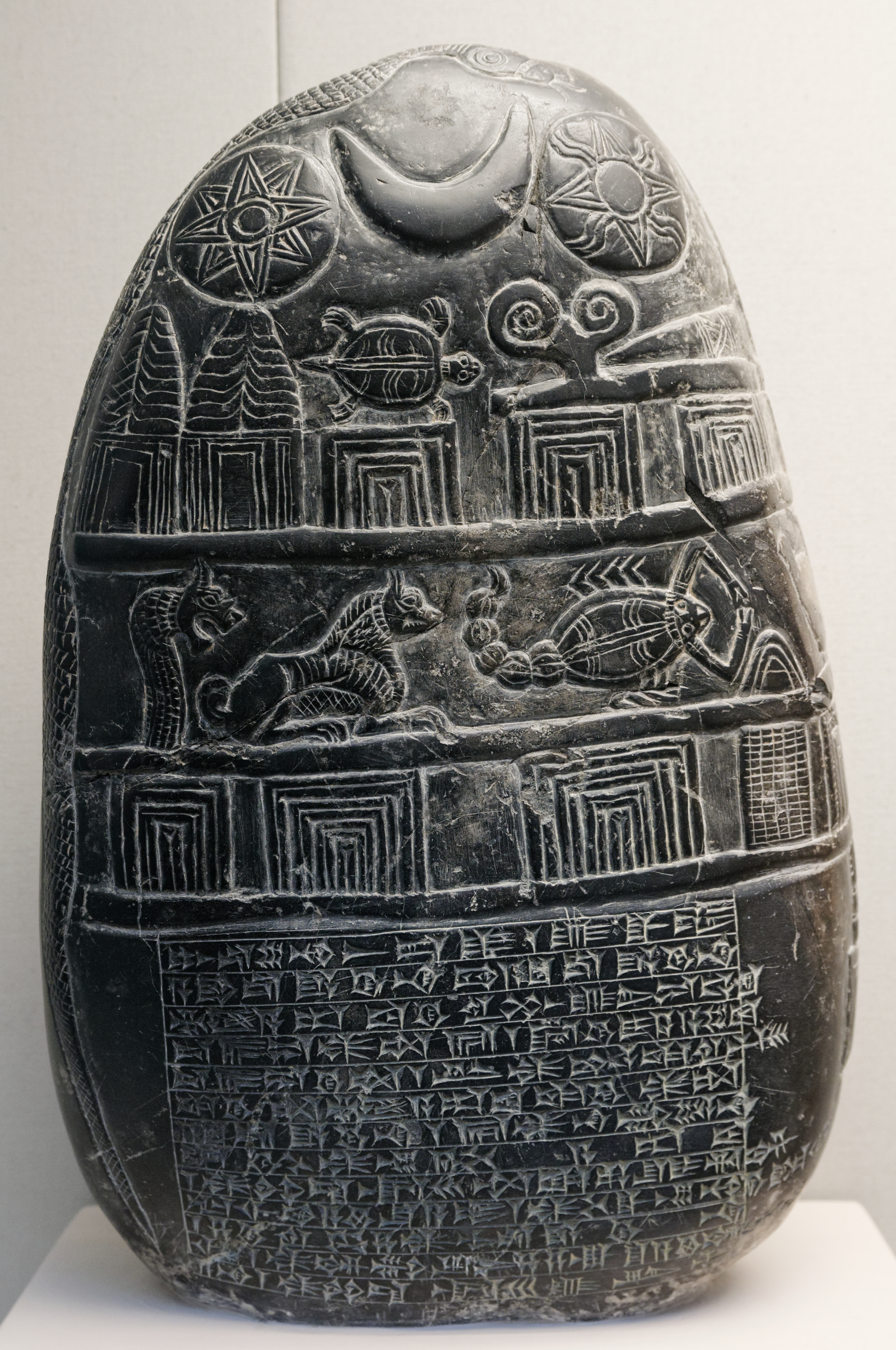
Le dieu-serpent Nirah ministre sur terre d'Ishtaran, au bord supérieur du kudurru. On trouve souvent le serpent Nirah sur les bords des kudurrus, renfermant le document de pierre (symbole d'une frontière ou d'un acte de possession).

Ishtaran (écrit aussi Ištaran, appelé également Gusilim) était le dieu tutélaire de la ville de Der, en Mésopotamie. 
Le culte d'Ishtaran dura de la période des dynasties archaïques III (vers le xxve siècle av. J.-C. jusqu'au milieu de la période babylonienne de la  dynastie d'Isin (xiie siècle av. J.-C.), après laquelle son nom n'est plus attesté. Ishtaran est fréquemment représenté sur les kudurrus à travers son représentant, le dieu-serpent Nirah, qui agit en tant que ministre d'Ishtaran sur terre. Ishtaran avait comme épouse Sharrat-Der, c'est-à-dire la reine de Der. 
Dès la période des dynasties archaïques, Ishtaran fut invoqué comme intercesseur dans un conflit frontalier entre les cités d'Umma et Lagash. La situation de Der fut certainement propice au règlement du conflit. Le culte d'Ishtaran se répandit hors de sa cité d'origine, certainement en reconnaissance de son efficacité. Gudea, souverain de Lagash narre comment il édifia un autel à Ishtaran dans le grand temple de Ningirsu à Girsu.